# 5285 Krethon
5285 Krethon este o planetă minoră (asteroid), cu un diametru de 49,606 km, din Asteroid troian al lui Jupiter. A fost descoperită pe 9 martie 1989 la Observatorul Palomar de Carolyn S. Shoemaker. 
Obiectul prezintă o orbită caracterizată de o semiaxă mare de 5,1764773 UAi, o excentricitate de 0,049, o înclinație de 25,16008 ° în raport cu ecliptica.